# Saab 92
Der Saab 92 war das erste Serienautomobil des schwedischen Flugzeugherstellers Saab und begründete dessen Automobilsparte, die spätere Saab Automobile AB.

## Geschichte
Schweden hatte zwar nicht am Zweiten Weltkrieg teilgenommen, die Auswirkungen des Krieges aber dennoch deutlich zu spüren bekommen. Der Import von Kraftfahrzeugen aus den großen Industrieländern, die alle am Krieg beteiligt waren, war vollständig zum Erliegen gekommen, und der damals einzige schwedische Autohersteller Volvo produzierte nur Fahrzeuge von der Mittelklasse an aufwärts. Der Bedarf an kleineren Automobilen blieb ungedeckt. In dieser Lage entschloss sich Saab, in den Automobilbau einzusteigen und damit das Produktangebot auszuweiten, da der Flugzeugbau nach Ende des Krieges stark rückläufig war.
Technisch orientierte man sich an DKW, vor dem Krieg eine der beliebtesten Importmarken in Schweden. Sowohl der Frontantrieb als auch der Zweitaktmotor hatten sich im harten schwedischen Winter bewährt. Von 1945 bis 1947 entwickelte Saab den Prototyp Saab 92001 – den sogenannten „Ursaab“ – der zunächst mit einem DKW-Motor ausgerüstet war. Für die Serienproduktion ab Dezember 1949 wurde die mit vollverkleideten Rädern sehr strömungsgünstig ausgelegte Form abgemildert und gebrauchstauglich gemacht. Leiter des Projektes war der Ingenieur Gunnar Ljungström. In Konkurrenz zu den in großen Stückzahlen importierten DKW F 93 und IFA F 9 konnte sich jedoch erst der Nachfolger Saab 93 behaupten.

## Konstruktion
Der Saab 92 hatte einen quer eingebauten wassergekühlten Zweizylinder-Zweitaktmotor, konstruiert von Hans Müller in Andernach. Der Motor war mit (Thermosiphonkühlung ohne Umwälzpumpe) mit 764 cm³ Hubraum, einer Verdichtung von 6,6 : 1 und 18,4 kW (25 PS) bei 3800/min und einem maximalen Drehmoment von 55 Nm bei 2300/min ausgestattet. Er trieb über ein teilsynchronisiertes Dreiganggetriebe mit Freilauf die Vorderräder an. Kurbelwelle, Kupplung und Getriebeeingangswelle lagen in einer Flucht. Die Räder waren mit Drehstäben gefedert und einzeln aufgehängt: vorn an geschobenen Kurbellenkern und hinten an gezogenen Schwingen. Der Wagen hatte eine Zahnstangenlenkung und Lenkradschaltung. Die Trommelbremsen an allen Rädern waren hydraulisch betätigt. In der selbsttragenden zweitürigen Karosserie gab es vier Sitze und einen nur von innen zugänglichen Kofferraum im Heck. Das Fahrzeug wurde zunächst nur mit grünem Lack ausgeliefert, erst sechs Jahre später konnten auch andere Farben bestellt werden. Die mit einem Strömungswiderstandskoeffizienten (Cw-Wert) von 0,30 ausgesprochen windschlüpfige Form stammte von dem schwedischen Designer Sixten Sason.
Mit dem Erscheinen des Saab 92B im Dezember 1952 gingen einige Modifikationen einher. Der Wagen bekam einen von außen zugänglichen Kofferraum und ein größeres Heckfenster. Etwa ein Jahr später wurde die Motorleistung auf 28 PS bei 4000/min angehoben. Dieses Modell wurde bereits in geringen Stückzahlen exportiert.
1952 gewann Greta Molander den 'Coupe des Dames' der Rallye Monte Carlo in einem auf 35 PS (26 kW) getunten 92. Erik Carlsson siegte 1955 mit einem Saab 92B bei der 800 km langen Schweden-Rallye. Im gleichen Jahr erschien das Nachfolgemodell Saab 93. Der Saab 92B wurde noch bis 1956 gefertigt. Insgesamt wurden 20.128 Fahrzeuge produziert.

## Produktion SAAB 92 und SAAB 92 B
Produktionszahlen
| Jahr  | 1947 | 1948 | 1949 | 1950  | 1951      | 1952      | 1953 | 1954 | 1955 | 1956 | Summe  |
| ----- | ---- | ---- | ---- | ----- | --------- | --------- | ---- | ---- | ---- | ---- | ------ |
| 92    | (3)  |      | 20   | 1.250 | (2.200)   | (1.830)   |      |      |      |      | 5.300  |
| 92 B  |      |      |      |       |           | *         | *    | *    | *    | *    | 14.828 |
| Summe | 3    | 0    | 20   | 1.250 | ca. 2.200 | ca. 1.830 | *    | *    | *    | *    | 20.128 |

## Bilder

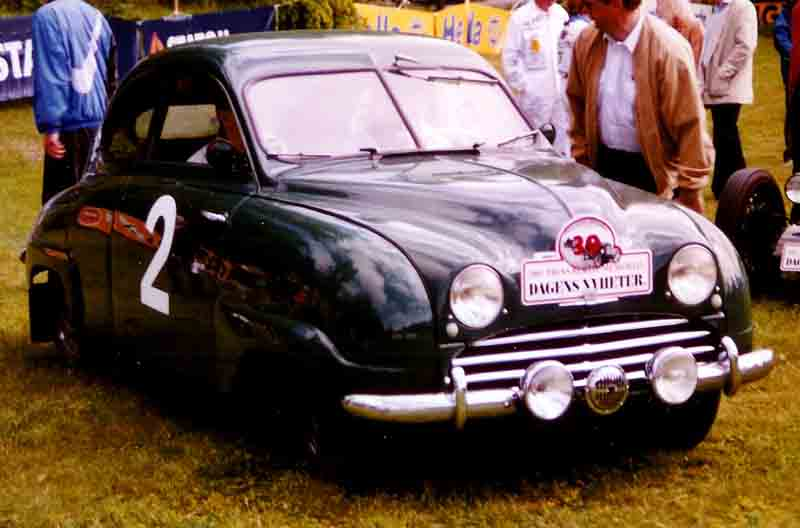
Saab 92, 1949
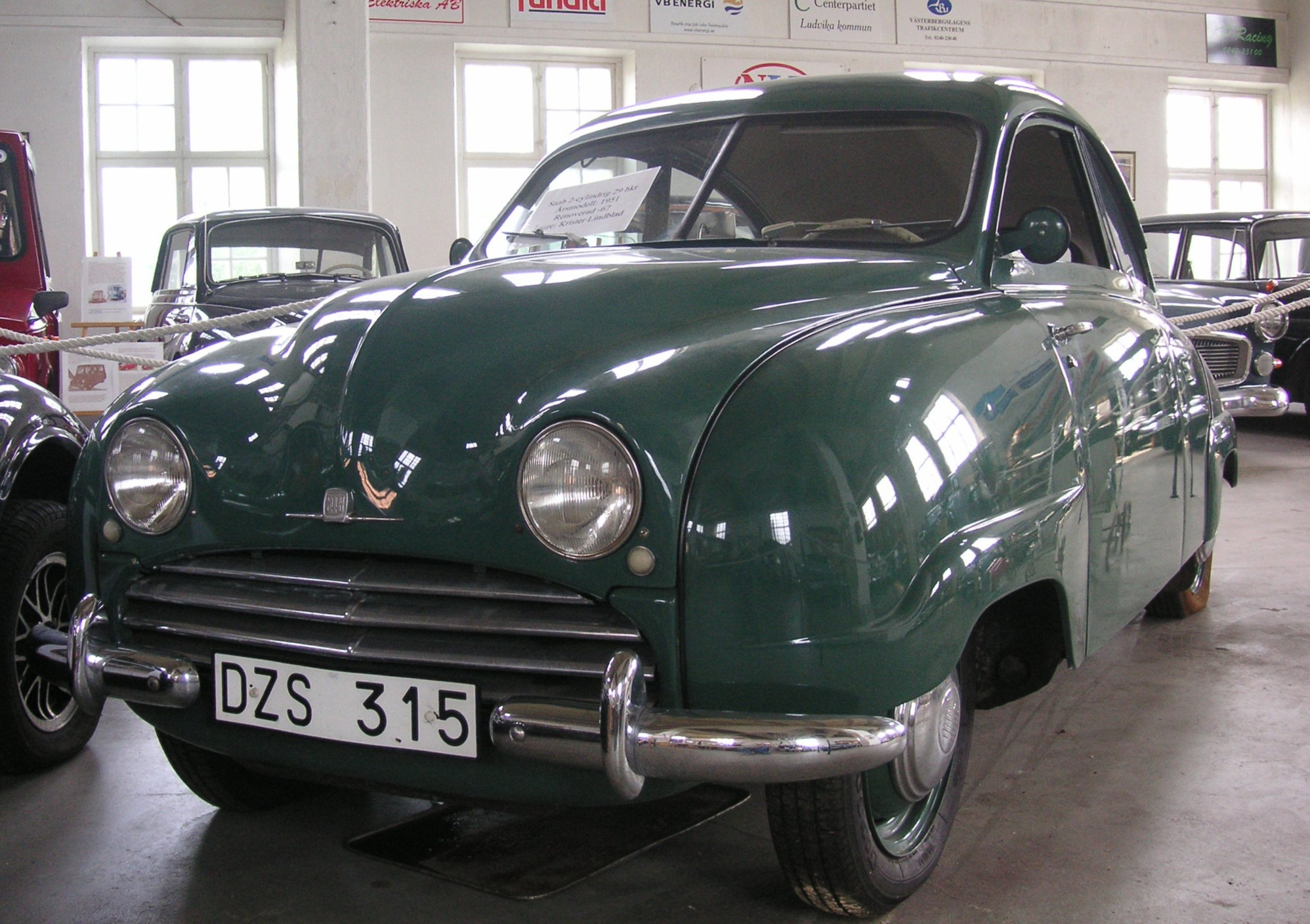
Saab 92, 1951
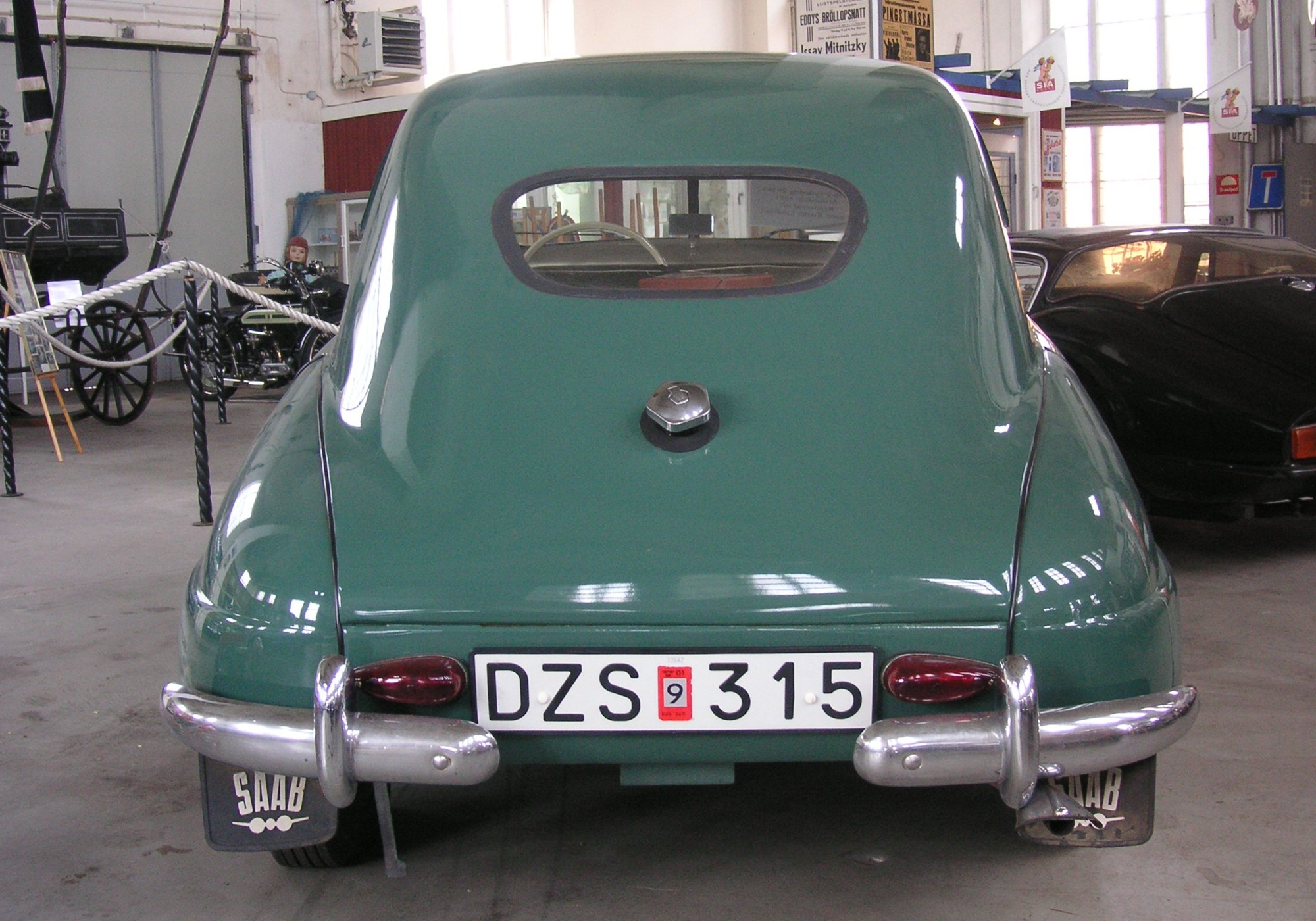
Heck des 92
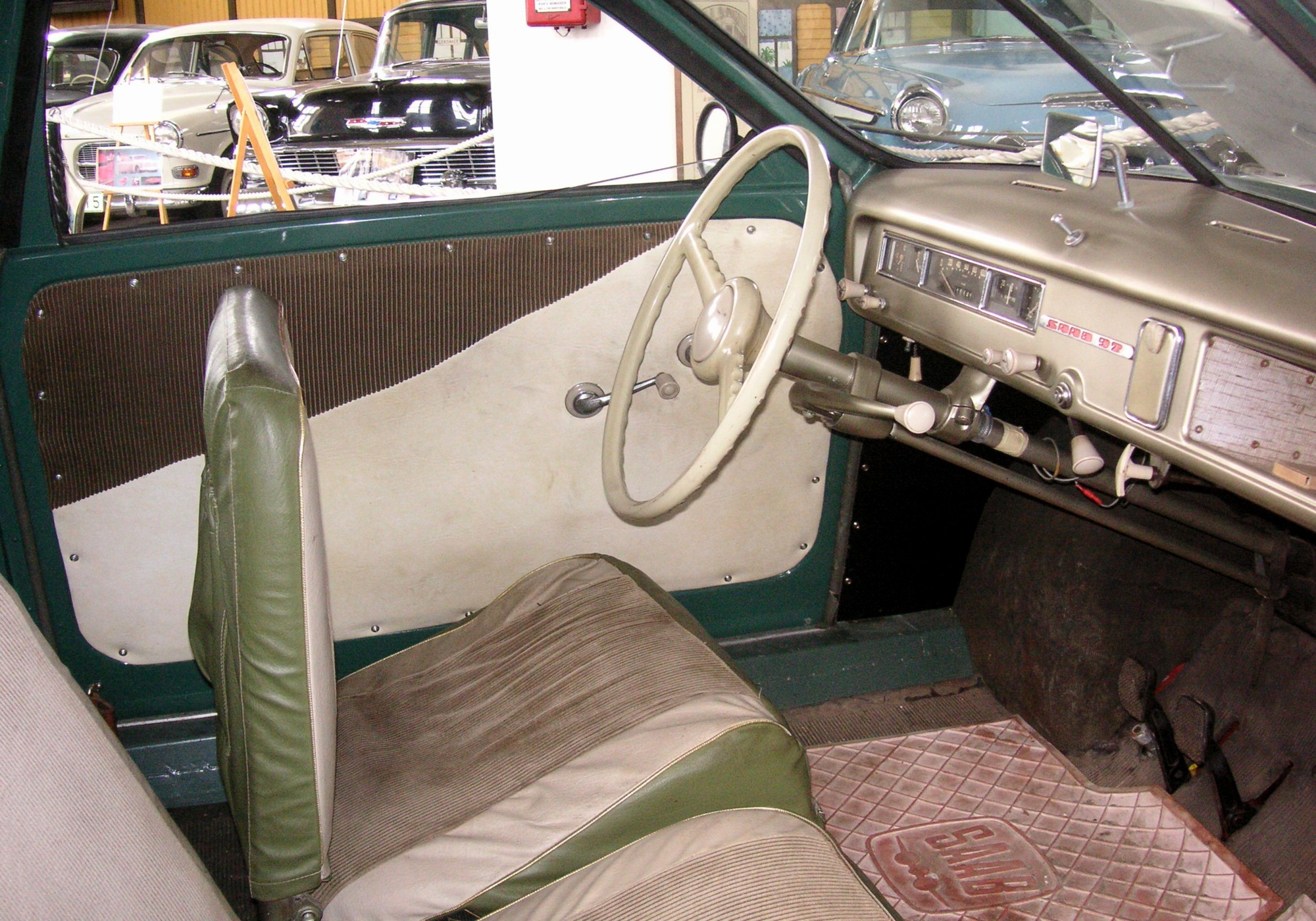
Innenraum des 92
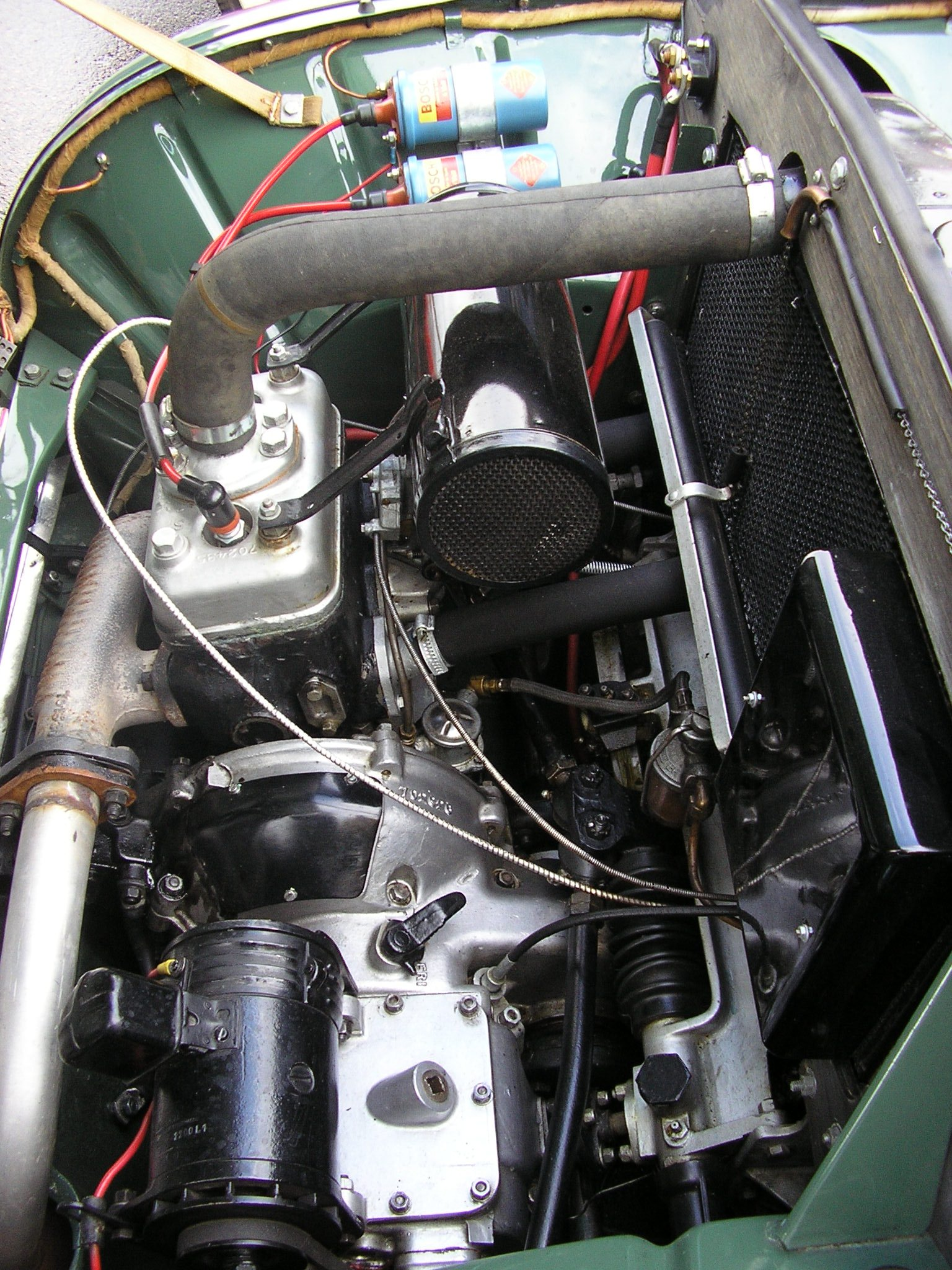
Motor des 92
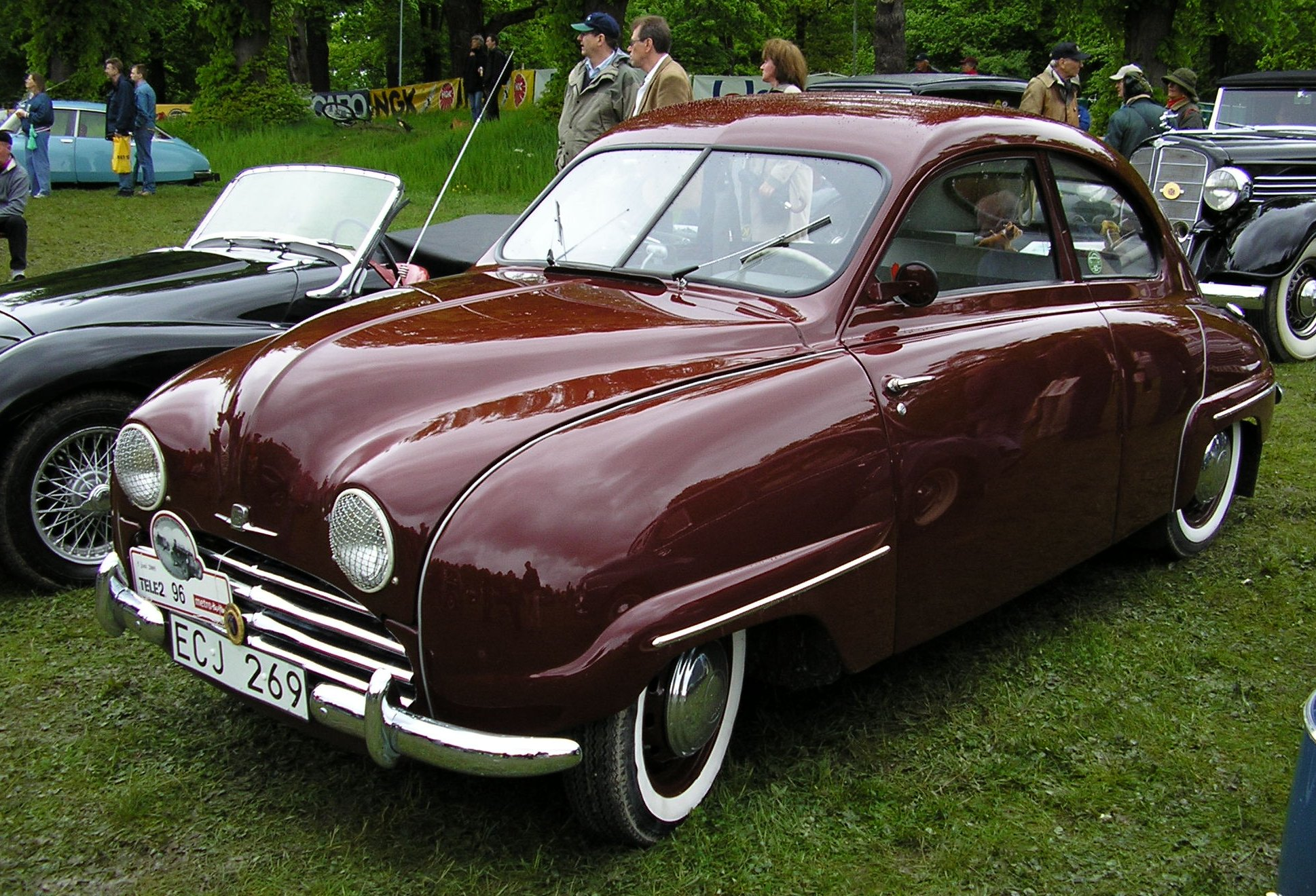
Saab 92B, 1955
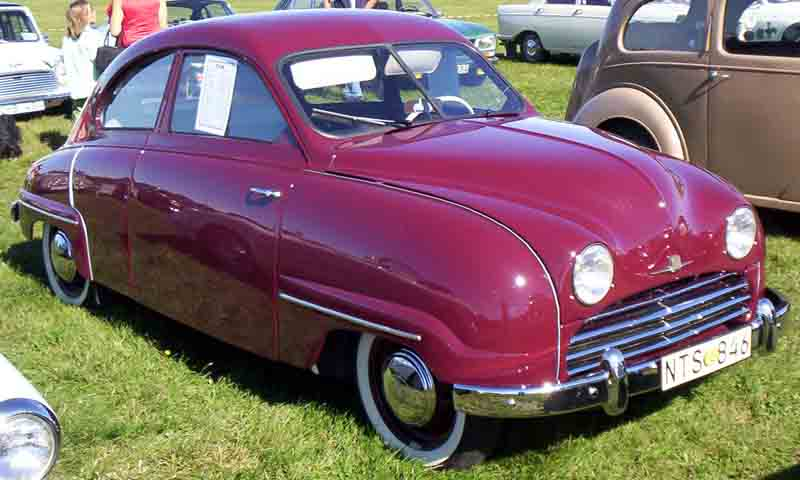
Saab 92B, 1956
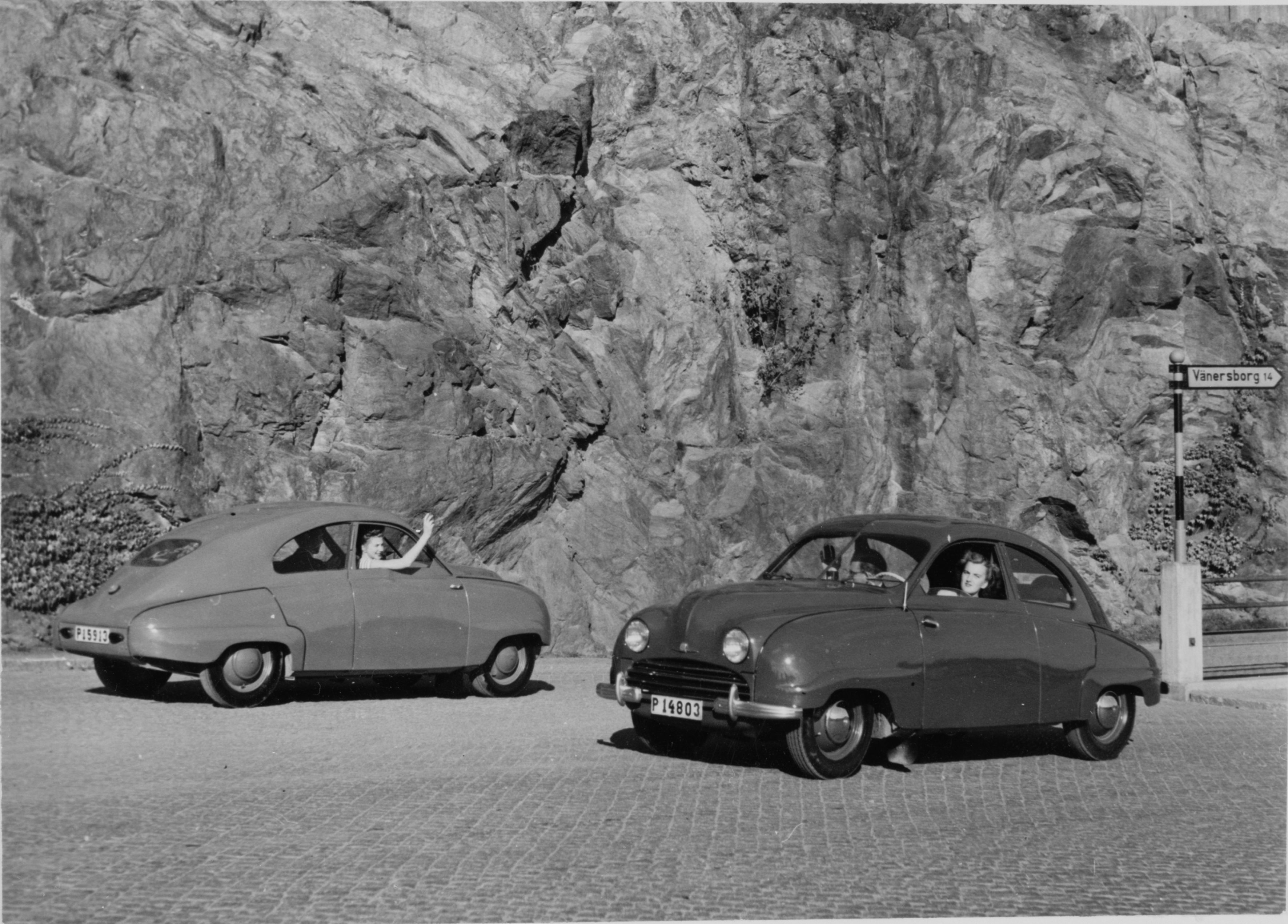
Der 92A mit dem Kennzeichen P 15913 ist das Testauto Nr. 4 (92004) von 1948.